# Indra-Quadrille
Die  Indra-Quadrille ist eine Quadrille von Johann Strauss (Sohn) (op. 122). Sie  wurde am 16. Januar 1853 im Wiener Volksgarten erstmals aufgeführt.

## Einzelnachweis
1. ↑  Quelle: Englische Version des Booklets (Seite 17) in der 52 CDs umfassenden Gesamtausgabe der Orchesterwerke von Johann Strauß (Sohn), Hrsg. Naxos (Label). Das Werk ist als achter Titel auf der 2. CD zu hören.